# Бондра, Радован
Радован Бо́ндра (словац. Radovan Bondra; род. 27 января 1997 года, Требишов, Словакия) — словацкий хоккеист, крайний нападающий. Выступает за клуб «Слован» (Братислава) в Словацкой Экстралиге.

## Карьера
Воспитанник хоккейной школы ХК «Кошице». Выступал за ХК «Кошице», «Оранж 20», «Ванкувер Джайентс» (WHL), «Принц Джордж Кугарс» (WHL), «Рокфорд Айс Хогс» (АХЛ), «Инди Фьюэл» (ECHL). С сезона 2019/2020 играет за клуб «Слован» (Братислава) в Словацкой Экстралиге.
В чемпионатах Словакии — 53 матча, 17 очков (8+9), в плей-офф — 15 матчей, 3 очка (1+2).
В составе молодежной сборной Словакии участник чемпионатов мира 2015, 2016 и 2017 (17 игр, 1+0). В составе юниорской сборной Словакии участник чемпионатов мира 2014 и 2015 (10 игр, 2+3).

## Достижения
- Чемпион Словакии (2015)
- Бронзовый призер молодежного чемпионата мира (2015)